# Poecilolycia spatulata
Poecilolycia spatulata is een vliegensoort uit de familie van de Lauxaniidae. De wetenschappelijke naam van de soort is voor het eerst geldig gepubliceerd in 1938 door Shewell.